# Академічний гурток
«Академі́чний гурто́к» («Академический кружок») — львівський гурток студентської молоді, що видавав у 1874—1877 роках журнал «Друг».
1875 року Академічний гурток розколовся на дві протилежні групи: демократичну і реакційну. Очолювана Іваном Франком демократична група «Академічний гурток» і редакція «Друга», куди входили Михайло Павлик, Іван Белей та ін., вели гостру боротьбу проти москвофілів і народовців.
У журналі «Друг» друкувалися твори І. Франка, його переклад роману Чернишевського «Що робити?», статті М. Павлика, вірші Олександра Здерковського. «Академічний гурток» видав альманах «Дністрянка», де вміщено твори І. Франка, повість Марка Вовчка «Інститутка» та ін.